# Cresuia, Bihor
Cresuia este un sat în comuna Curățele din județul Bihor, Crișana, România. Are o populație de aproximativ 500 de locuitori.
Satul Cresuia este situat la 11 km est de orașul Beiuș.Din satul Cresuia se poate ajunge în două ore, pe un drum forestier peste munte, la Coada Lacului și în 2,5 ore la Stâna de Vale. Localitatea este înconjurată de păduri de foioase (fag, mesteacăn, paltin), iar mai sus de păduri de conifere.
Preocupările locuitorilor au fost, încă din timpuri străvechi, prelucrarea lemnului și creșterea animalelor. Este singura localitate din țară unde se mai fac scări de lemn. Denumirea satului provine de la cuvântul crepsuli, o componentă a scării.
Viața oamenilor s-a schimbat după anii '70, majoritatea locuitorilor muncind în orașele apropiate (Beiuș, Ștei și chiar Oradea). Satul are rețea proprie de apă potabilă din 1989, iar la aceasta s-au racordat după 2004 și alte sate din comună. De asemenea, există o șosea asfaltată care leagă localitatea de celelalte sate din jur și de orașul Beiuș.

 Acest articol despre o localitate din județul Bihor este deocamdată un ciot. Puteți ajuta Wikipedia prin completarea lui.